# Mokolo I
Pour les articles homonymes, voir Mokolo (homonymie).
Mokolo I est une localité de la région Est du Cameroun situé dans le département de Lom et Djerem. Il se trouve plus précisément dans l'arrondissement de Bertoua I et dans le quartier de Bertoua-ville.

## Population
En 2005, le village de Mokolo I comptait 7 446 habitants dont : 4 089 hommes et 3 357 femmes.